# Вальтер Боте
Вальтер Вільгельм Георг Боте (нім. Walther Wilhelm Georg Bothe; 8 січня 1891, Оранієнбург — 8 лютого 1957, Гейдельберг) — німецький фізик, лауреат Нобелівської премії з фізики за 1954 рік.
Зробив значний внесок в ядерну фізику.

## Біографія

### Дитинство і юність 1891—1920
Боте народився в сім'ї годинникаря Фрідріха Боте і швачки Шарлоти Боте, уродженої Хартунг. Дитинство провів в Оранієнбурзі. Вирізнявся гострим розумом і строгим логічним мисленням, володів здібностями до музики і живопису.
У 1908 у закінчив курси підготовки до університету у вищій реальній школі в Берліні.
Після цього він вивчав з 1908 р. по 1913 р. фізику, математику, хімію та музику в Берлінському університеті.
Кошти на навчання заробляв в основному сам шляхом репетиторства, випадкових заробітків і стипендій.
У 1913 здає держіспит на викладацьку діяльність і після цього працює деякий час у берлінській вищій сільськогосподарській школі.
Незабаром після цього він стає допоміжним науковим співробітником в імперській фізико-технічній установі.
Там він працює в лабораторії радіоактивності, яку заснував Ганс Гейгер.
У 1924 р. він захищає під керівництвом Макса Планка дисертацію на здобуття ступеня доктора філософії (еквівалентно кандидатові наук).
Тема дисертації — «Про молекулярні теорії заломлення, відображення, розсіювання та поглинання».
Під час Першої світової війни Боте потрапляє до російського полону, з якого повертається лише в 1920 р. Під час перебування у полоні брав участь у спорудженні сірникової і содової фабрик. Крім того займався математикою і вивченням російської мови.
8 липня 1920 одружується в Москві з Варварою Бєловою. Вони познайомилися ще до війни, в Берліні і постійно листувалися відтоді. Пізніше у них народяться дві доньки.

### Роки роботи після Першої світової війни. 1920—1932
Після повернення з полону В. Боте продовжив працювати під керівництвом Гейгера і в 1925 р.
став керівником лабораторії радіоактивності в імперській фізико-технічній установі.
Цю посаду він обіймав до 1930 р.
Працюючи під керівництвом Гейгера він набув дуже великі експериментальні навички та теоретичні знання в галузі ядерної фізики.
Разом з Гейгером вони розпочали в 1924 р. дослідження ефекту Комптона і розробили метод збігів.
У розвитку квантової механіки певним етапом була опублікована в 1924 р.
робота Нільса Бора, Хендріка Антоні Крамерса і Джона Кларка Слетера «Квант ова теорія випромінювання».
У цій роботі робилося припущення про те, що на атомних масштабах закони збереження енергії і імпульсу діють тільки статистично.
Однак експерименти Гейгера і Боте, а також Артура Холі Комптона і Альфреда Сміта, виявили, що закони збереження діють також і в окремих атомних процесах.
Таким чином була спростована теорія випромінювання Бора, Крамерса і Слетера і пропоноване в них тільки статистичне виконання законів збереження енергії та імпульсу.
У 1925 Боте захистив дисертацію на здобуття ступеня доктора наук, знову під керівництвом Планка, в Берлінському університеті.
Тема дисертації: «Про елементарний процес фотоелектричного випускання електрона».
З берлінського періоду відома наступна історія — коли Отто Фріш, племінник Лізи Майтнер, проходив коридором повз лабораторії Боте, він насвистував свою версію бранденбурзького концерту Баха, чим змушував Боте збиватися з рахунку альфа-частинок і витрачати багато часу на повторні експерименти.
Арнольд Зоммерфельд так характеризував Боте в одному зі своїх листів:
Боте, з фізико-технічного закладу в Шарлоттенбурзі. Надзвичайно оригінальна голова і чудовий експериментатор. Провів спільно з Гейгером знамениті прецизійні експерименти, і після відходу Гейгера з великим успіхом продовжував самостійні дослідження. Щодо його здатності до викладання, яке він ще не мав можливості випробувати, інформації не маю.
У 1929 р. Боте стає приватдоцентом і в 1930 р. професором і директором інституту фізики в Гессенському університеті. Він був першим, хто включив у свій курс лекцій квантову механіку.
У тому ж році він відкрив збуджений стан атомного ядра.

### Робота під час нацизму 1932—1945

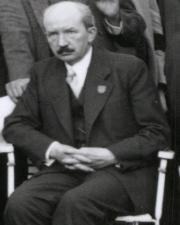
Stuttgart 1935

У травні 1930 р. в Гейдельберзі було відкрито Інститут медичних досліджень Товариства кайзера Вільгельма.
Директор інституту прагнув залучити вчених з інших галузей науки для своїх досліджень системи кровообігу.
Для цього в інституті було утворено чотири рівноправних напрямки: патологія, фізіологія, фізика і хімія.
З історичних причин основне поле досліджень інституту наприкінці 30-х років змістилося у напрямках хімії та фізики, які були представлені Ріхардом Куном і Вальтером Боте відповідно.
У 1932 р. Боте перейшов в Гейдельберзький університет і змінив там Філіпа Ленарда.
Внаслідок передачі влади нацистам в 1933 р. він відмовився від керівництва інститутом.
У 1934 р. очолив інститут фізики в інституті медичних досліджень товариства ім. Кайзера Вільгельма (сьогодні інститут ядерної фізики товариства Макса Планка) і залишався на цій посаді до 1957 р. З 1934 по 1945 рр. співпрацює як професор.
Боте був не дуже зацікавлений у медичних дослідженнях. Тому він залучив у 1943 р. до біологічних дослідів (перш за все над тваринами) доктора Герхарда Шуберта, який до того спостерігав за персоналом, що працював на паризькому циклотроні.
У спілкуванні Боте виявляв зверхність, причому тон при спілкуванні з аспірантами та студентами нагадував фельдфебельський. Навіть до колег він звертався іноді нетактовно.
Витоки цього лежали ймовірно у військовій атмосфері, яка була характерна для імперської фізико-технічної установи.
Крім того його поведінка відповідала планківській школі.
Ліза Майтнер писала з цього приводу: «Він ніколи не робив або уникав робити що-небудь тільки тому, що це могло принести йому користь чи шкоду.
Якщо він сприймав що-небудь як правильне, то він робив це не озираючись на власну персону».
Після 1942 р. Боте повертається до своїх фундаментальних досліджень. Він працює серед іншого над контрольованим розподілом ядра і ланцюговими реакціями. У цей час будується перший німецький циклотрон, який Боте сконструював спільно зі своїм асистентом Вольфгангом Гентнером.

### Робота після війни 1945—1957
У 1946 р. Боте повернувся на посаду директора інституту фізики в інституті медичних досліджень товариства ім. Макса Планка в Гейдельберзі.
Він розраховував, що зможе працювати там тільки з небагатьма висококваліфікованими студентами та асистентами.
На цей час припадають три важливих наукових проєкти: відновлення циклотрона, розвиток ядерної спектроскопії і дослідження космічних променів.
У 50-х і 60-х роках роботи Боте і співробітників набували все більшого міжнародного впливу.
Боте був одним з підписали 11 липня 1953 р. заклик до керівників держав світу відмовитися від насильства як засобу політичної боротьби.
З віком Боте все більше хворів. Прогресуюче звуження судин змусило ампутувати одну ногу. Після цієї операції він не зміг повністю одужати.
Вальтер Боте був першопрохідцем у галузі сучасної ядерної фізики і фізики елементарних частинок. Він залишив помітний слід в історії фізики XX сторіччя.

## Наукові праці

### Метод збігів і космічне випромінювання
Саме Вальтер Боте спільно зі своїм співробітником Вернером Кольхерстером довели за допомогою методу збігів існування проникаючого космічного випромінювання, яке було відкрито в 1912 р. в експериментах Віктора Гесса на повітряній кулі.
У 1929 р.
Боте і Кольхерстера розробили спеціальний метод, при якому свідчення двох роздільних лічильників Гейгера реєструвалися тільки тоді, коли вони відбувалися в певній часовій послідовності.
Такий підрахунок збігів дозволив простежити шлях частки через лічильники.

### Відкриття нейтрона
Боте і його студент Герберт Бекер були серед перших, хто займався відкриттям нейтрона.
У 1930 р. вони описали незвичайний тип «гамма-променів», який виникав при опроміненні берилію альфа-частинками, що виникають при розпаді полонію.
Цей експеримент вони проводили з метою перевірки теорії Ернеста Резерфорда і щоб з'ясувати, чи випромінюються при цьому високоенергетичні частинки.
Боте займався фундаментальними властивостями структури атома.
Так як він практично не цікавився медичними дослідженнями, то пропозиція про роботу в Гейдельберзі слід розглядати, як спробу утримати від еміграції провідного німецького фізика-експериментатора.
У 30-х роках він разом зі співробітниками був одним з перших учених, які спостерігали ефект «ядерного фотоефекту» (взаємодія атомного ядра з фотонами), провели ядерно-спектроскопічні дослідження і зробили штучні ізотопи.

### Співпраця з Вольфгангом Гентером
Наприкінці 1935, після закінчення навчання в Парижі, Вольфганг Гентер приїхав для продовження навчання до Вальтера Боте в Гейдельберг.
Боте займався в той момент дослідженнями проходження жорсткого гамма-випромінювання крізь матерію і прийшов до тих же результатів, що і Гентер.
Гентер продовжив свої паризькі дослідження спільно з Боте.
При спробі дослідити залежність ядерного фотоефекту в берилію від енергії стало очевидно, що енергія гамма-випромінювання була занадто мала в порівнянні з енергією зв'язку нейтрона в ядрі і що для продовження досліджень необхідні гамма-промені з набагато більшою енергією і набагато більшої інтенсивності.
Боте і Гентер вирішили побудувати генератор Ван-Дер-Графа.
Гентер побудував такий прилад, що мав головні риси сучасних прискорювачів, за неймовірно короткий час.
Вже в листопаді 1936 р. була виміряна функція збудження до енергій 500 кеВ.
{\displaystyle {}^{11}\mathrm {B} +{}_{+1}^{1}\mathrm {p} \to {}_{6}^{12}\mathrm {C} +\mathrm {Gamma} }
і влітку 1937 р. були готові дані про ядерні фотоефекти при опроміненні 17 МеВ гамма-випромінюванням 7 Li (p, gamma) багатьох середньо-важких і важких ядер.
Також за допомогою Вольфганга Гентера вдалося отримати штучну радіоактивність.

### Циклотрон
Після припинення військових дій між Німеччиною і Францією влітку 1940 р., Боте и Гентер отримали завдання проінспектувати парижский циклотрон, який будував Жоліо. У 1940 р. Боте і Гентер побували в паризькому інституті і встановили, що через недоліки високочастотної установки циклотрон був все-ще в неробочому стані. Боте отримав завдання побудувати в Гейдельберзі циклотрон і вже в 1941 р.
йому вдалося забезпечити майже все необхідне для цього.
У березні 1943 р. нарешті був доставлений магніт і восени того ж року циклотрон був прийнятий в експлуатацію.
Боте прямо заявив Альберту Шпеєру, що циклотрон буде використовуватися тільки для медичних та біологічних цілей.

### Робота в урановому проєкті
Вальтер Боте був одним з провідних фізиків-експериментаторів Німеччині 20-х — 50-х років.
Причини, які спонукали Боте приєднатися до уранового проєкту, були різноманітні.
Він був противником нацистського режиму, особливо після виходу з університету в 1933 р.
Попри це він подав заявку на участь у військовому проєкті з патріотичних мотивів.
Ні пояснень, ні вибачень він після війни не робив.
З патріотичних, частково націоналістичних переконань він розпочав у 1940 р. вимірювання перерізу розсіяння нейтронів на вуглеці для військового відомства (Heereswaffenamt).

### Місія ALSOS
У рамках місії ALSOS в середині 1945 р. в Гейдельберг прибули американські уповноважені — там був єдиний німецький циклотрон.
Заняття інституту медичних досліджень відбулося без ускладнень. Боте був допитаний, його роботи були конфісковані.
Однак Боте повідомив Гудсміту, що згідно з вказівками влади він спалив всі свої секретні звіти.
До оголошення капітуляції Боте відмовлявся давати свідчення, але попри це він, на відміну від інших учасників уранового проєкту, не був інтернований в Англії.
У решті-решт Боте передав всі документи, що залишилися ALSOS, хоча і нічого не сказав про секретні дослідженнях у своєму інституті.

### Після війни
Під час післявоєнної окупації Німеччини союзниками Боте, спільно з Флюгге, підготував у рамках проєкту «Field Information Allied Technical (FIAT) reports» книгу з ядерної фізики і космічних променів.
У Німеччині другої половини 40-х років головною турботою було знайти їжу і дах над головою, тому Боте доклав багато зусиль, щоб зберегти свою групу і проводити серйозні дослідження.
Хоча йому заборонили працювати в галузі ядерної фізики, Боте був призначений директором інституту фізики Гейдельберзького університету.
Він використав цю посаду, щоб зберегти свою групу, модернізувати і підтримувати інститут.
З травня 1946 р. до своєї смерті Боте очолював фізичний інститут товариства ім. Макса Планка (раніше відомого як товариство ім. Кайзера Вільгельма) в Гейдельберзькому університеті.
У 1948 р. професор Вальтер Боте зміг знову привести в дію гейдельбергський циклотрон. Він проводив, разом зі своїми студентами, експерименти з ядерної фізики і готував радіоактивні препарати для сусідньої клініки.
Інтерес до Гейдельберзьких робіт зростав. Вольфганг Паулі, який після закінчення війни перебував далеко від Німеччини, все-таки приїхав до Гейдельберга на 60-річчя Боте. Незабаром також Бете, Гамов, Марія Майєр, Нордхайм, Рабі, Вайскопф, Вігнер та багато інших видатні вчені відвідували Гейдельберг. 29 лютого 1952 сформувалася комісія з атомної фізики німецького фізичного товариства, яку очолював Гейзенберг, до якої входив і Боте.
У наступні роки Боте присвятив себе дослідженням в галузі ядерної фізики і застосування штучної радіоактивності. Однак через хворобу він був змушений поступово відходити від дослідницької роботи.

## Нагороди
- У 1952 р. Боте отримав орден Pour le Mérite.
- У 1953 р. Боте був нагороджений медаллю ім. Макса Планка.
- У 1954 р. Боте отримав, Нобелівську премію з фізики

«За метод збігів для виявлення космічних променів і зроблені у зв'язку із цим відкриття». Через поганий стан здоров'я Боте не зміг поїхати до Стокгольму. За бажанням Боте премію отримала його донька Олена Рідель.
У 1956 р. Боте став почесним доктором Гіссен ського університету.
У 1993 р. вулиця Ернста Тельмана була перейменована у вулицю Вальтера Боте.
- Боте був членом саксонської академії наук у Лейпцигу.